# Carriches
Carriches település Spanyolországban, Toledo tartományban. Carriches Santa Olalla, La Mata, Mesegar de Tajo és Erustes községekkel határos. Lakosainak száma 266 fő (2024).

## Népesség
A település népessége az utóbbi években az alábbiak szerint változott:
| Lakosok száma | 287  | 304  | 323  | 313  | 301  | 304  | 266  | 262  | 276  | 266  |
|               | 2001 | 2004 | 2007 | 2009 | 2012 | 2014 | 2017 | 2019 | 2022 | 2024 |